# Monnetyra diabolica
Monnetyra diabolica är en skalbaggsart som först beskrevs av Maria Helena M. Galileo och Martins 2003.  Monnetyra diabolica ingår i släktet Monnetyra och familjen långhorningar. Inga underarter finns listade i Catalogue of Life.